# مقاطعة فلمور (نبراسكا)
مقاطعة فيلمور (بالإنجليزية: Fillmore County) هي إحدى مقاطعات ولاية نبراسكا في الولايات المتحدة الأمريكية.